# Druzno

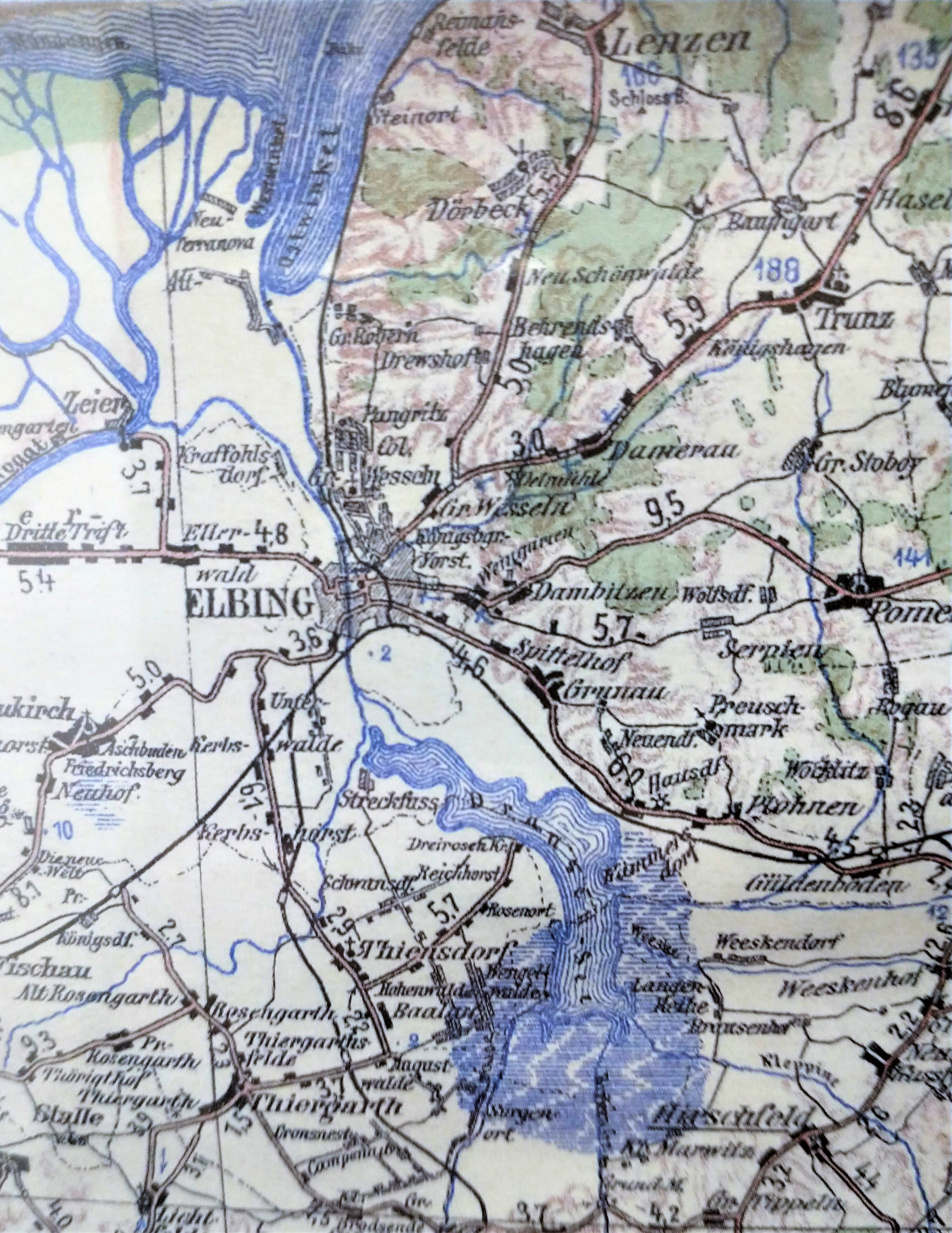
Jezioro i okolice w 1925

Druzno, Drużno↓ (niem. Drausensee) – płytkie, zarastające jezioro deltowe na Żuławach Wiślanych. Jezioro położone jest w woj. warmińsko-mazurskim, w powiecie elbląskim, w gminie Elbląg. Stanowi część Zalewu Wiślanego odciętą aluwiami.

## Przyroda
Przez Druzno przechodzi tor wodny stanowiący przedłużenie Kanału Elbląskiego. Jezioro wraz z pobliskimi terenami tworzy rezerwat Jezioro Drużno (miejsca lęgowe ptactwa wodnego i błotnego, głównie kaczek, perkozów, mew i rybitw; również drobnych ptaków wróblowych). Dodatkowo obszar rezerwatu pokrywa się z obszarami Natura 2000 Jezioro Druzno (PLH280028) SOO oraz o większej powierzchni Jezioro Drużno (PLB280013) OSO.
W 2002 roku ze względu na bogactwo roślinne i bioróżnorodność zostało uznane międzynarodową formą ochrony i wpisane na listę ramsarską.
Do jeziora uchodzi kilka niewielkich cieków, między innymi: Balewka, Brzeźnica, Burzanka, Dzierzgoń, Elszka, Kowalewka, Marwicka Młynówka, Tina (jedno odgałęzienie w dolnym biegu), Wąska.
Biocenoza jeziora była przez wiele lat obiektem badań hydrobiologicznych (w tym parazytologicznych), zainicjowanych w latach 50. XX w. przez Wincentego L. Wiśniewskiego (Uniwersytet Warszawski). Wiosną i latem 1948 badano szczegółowo tamtejszą ornitofaunę. Obserwowano wtedy bąka zwyczajnego (76 sztuk podczas wiosennych przelotów), rudzika, srokę zwyczajną, żurawia zwyczajnego (liczne stada), jarzębatkę, gajówkę, słowika szarego (bardzo licznie), pliszkę siwą (kilka sztuk). Bardzo licznie występowała mewa śmieszka, a rzadziej: rybitwa rzeczna, bocian czarny i ślepowron zwyczajny (ten ostatni gatunek zaobserwowano tylko dwa razy). Krążyła też jedna para bielika zwyczajnego. Ponadto zanotowano wtedy takie gatunki jak: brzęczka, strumieniówka, łozówka i łabędź niemy (siedem sztuk).

## Historia
W IX wieku nad tym jeziorem, w okolicach dzisiejszego Janowa, gdzie znajdował się port i znajdowało się emporium wikingów handlu bałtyckiego na ówczesnym terytorium Prusów (Truso).

## Dane morfometryczne
Powierzchnia zwierciadła wody według różnych źródeł wynosi od 1147,5 ha przez 1446,0 ha do 1790,1 ha.
Zwierciadło wody położone jest na wysokości 0,1 m n.p.m. Średnia głębokość jeziora wynosi 1,2 m, natomiast głębokość maksymalna 2,5 m lub 3,0 m (kryptodepresja).
Na podstawie badań przeprowadzonych w 2003 roku wody jeziora zaliczono do wód pozaklasowych.

## Hydronimia
Według urzędowego spisu opracowanego przez Komisję Nazw Miejscowości i Obiektów Fizjograficznych (KNMiOF) nazwa tego jeziora to Druzno. W różnych publikacjach i na mapach topograficznych jezioro to występuje pod nazwą Drużno.
Nazwę Druzno wprowadzono urzędowo w 1949 roku, zastępując poprzednią niemiecką nazwę jeziora –
Drausen See.